# Aseleben
Aseleben là một đô thị thuộc huyện Mansfeld-Südharz, Sachsen-Anhalt, Đức. Đô thị Aseleben có diện tích 3,82 km², dân số thời điểm ngày 31 tháng 12 năm 2006 là 523 người.